# Castianeira cubana
Castianeira cubana là một loài nhện trong họ Corinnidae.
Loài này thuộc chi Castianeira. Castianeira cubana được Richard C. Banks miêu tả năm 1926.